# Carl Carlton

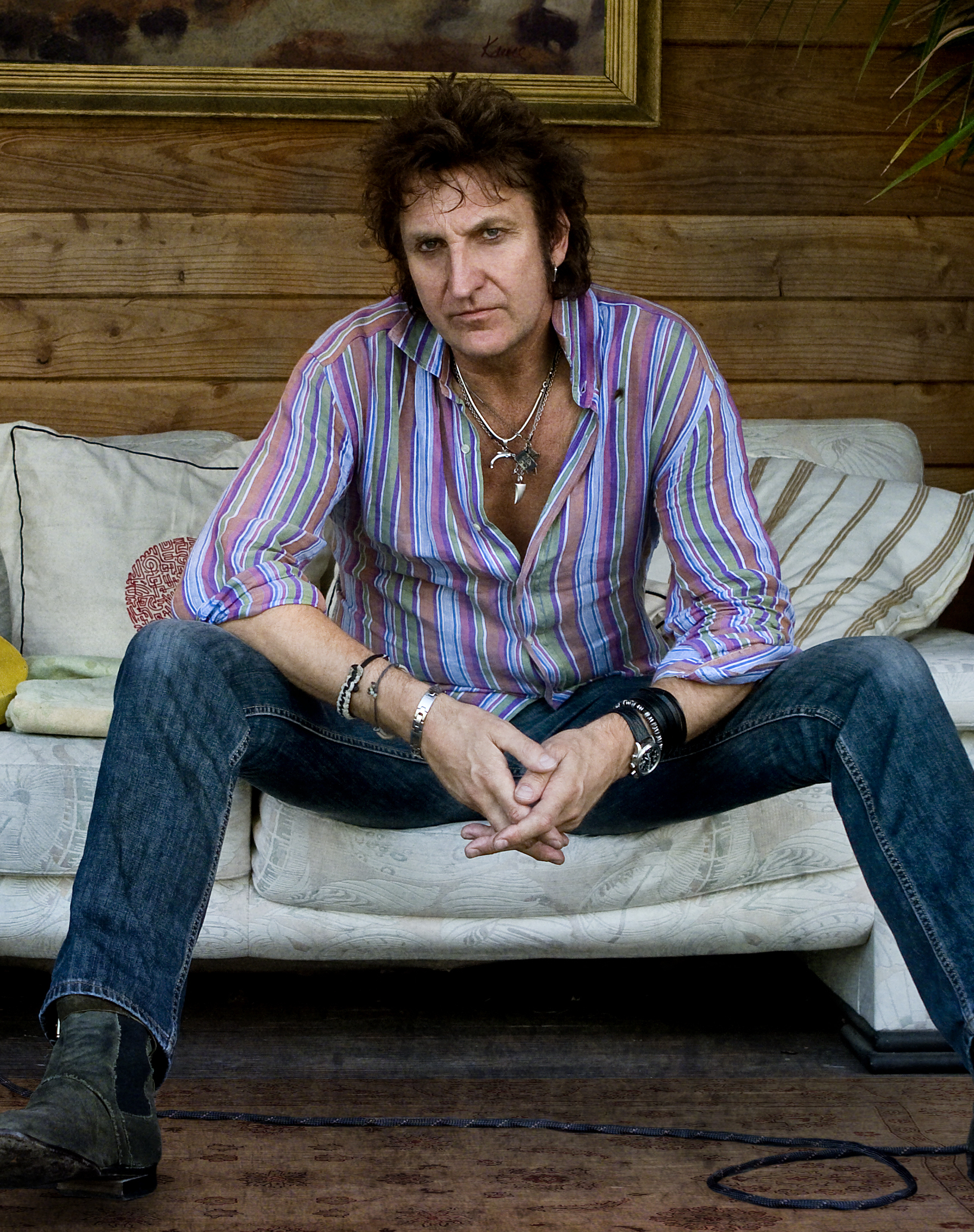
Carl Carlton (2009)

Carl Carlton (* 20. April 1955 als Karl Walter Ahlerich Buskohl in Ihrhove) ist  ein deutscher Rockmusiker, Komponist und Musikproduzent, der in international führenden Bands gespielt und mit weltweit bekannten Musikern zusammengearbeitet hat. Seine knapp zehnjährige Kooperation mit Robert Palmer fand ihren Höhepunkt in dem Grammy-nominierten Album Drive, das im Todesjahr Palmers (2003) veröffentlicht wurde. Er wurde auch als langjähriger Gitarrist in den Bands von Peter Maffay und Udo Lindenberg bekannt. Mit seiner eigenen Band Carl Carlton & the Songdogs hat er vier Alben veröffentlicht.

## Leben

### Frühe Karriere
Karl Buskohl wurde 1955 geboren und wuchs auf dem Bauernhof seiner Eltern in Ostfriesland auf. Beide Elternteile sind früh verstorben. Mit 17 Jahren verließ er seine Heimat und ging in die Niederlande, um dort an der Rock- und Pop-Szene teilzunehmen. Er spielte in bekannten holländischen Bands wie Herman Brood & His Wild Romance, Long Tall Ernie & The Shakers und Vitesse. Ab 1979 arbeitete er auch in den USA und wurde an der Ostküste unter anderem als Gitarrist der Rockband Mink DeVille um den Sänger und Komponisten Willy DeVille bekannt.
Ab den 80er Jahren wurde Carlton in Deutschland vor allem als Gitarrist, Komponist und Produzent von Peter Maffay und Udo Lindenberg bekannt. Mit Lindenberg nahm er sechs Alben auf, mit Maffay dreizehn, von denen elf Platz eins der Charts erreichten. Carlton heiratete in dieser Zeit und wurde Vater. Sein Sohn Max Buskohl wurde später als Sänger der Rockband Empty Trash und durch die Teilnahme an DSDS ebenfalls bekannt.
Das musikalische Schaffen Carltons wurde Ende der 80er durch Kompositionen für Kino- und Fernsehfilme erweitert. Er war auch live und im Studio als Gitarrist für Joe Cocker, Keb’ Mo’, Jimmy Barnes, Eric Burdon, Mother’s Finest u. a. zu hören.

### Eigene Projekte

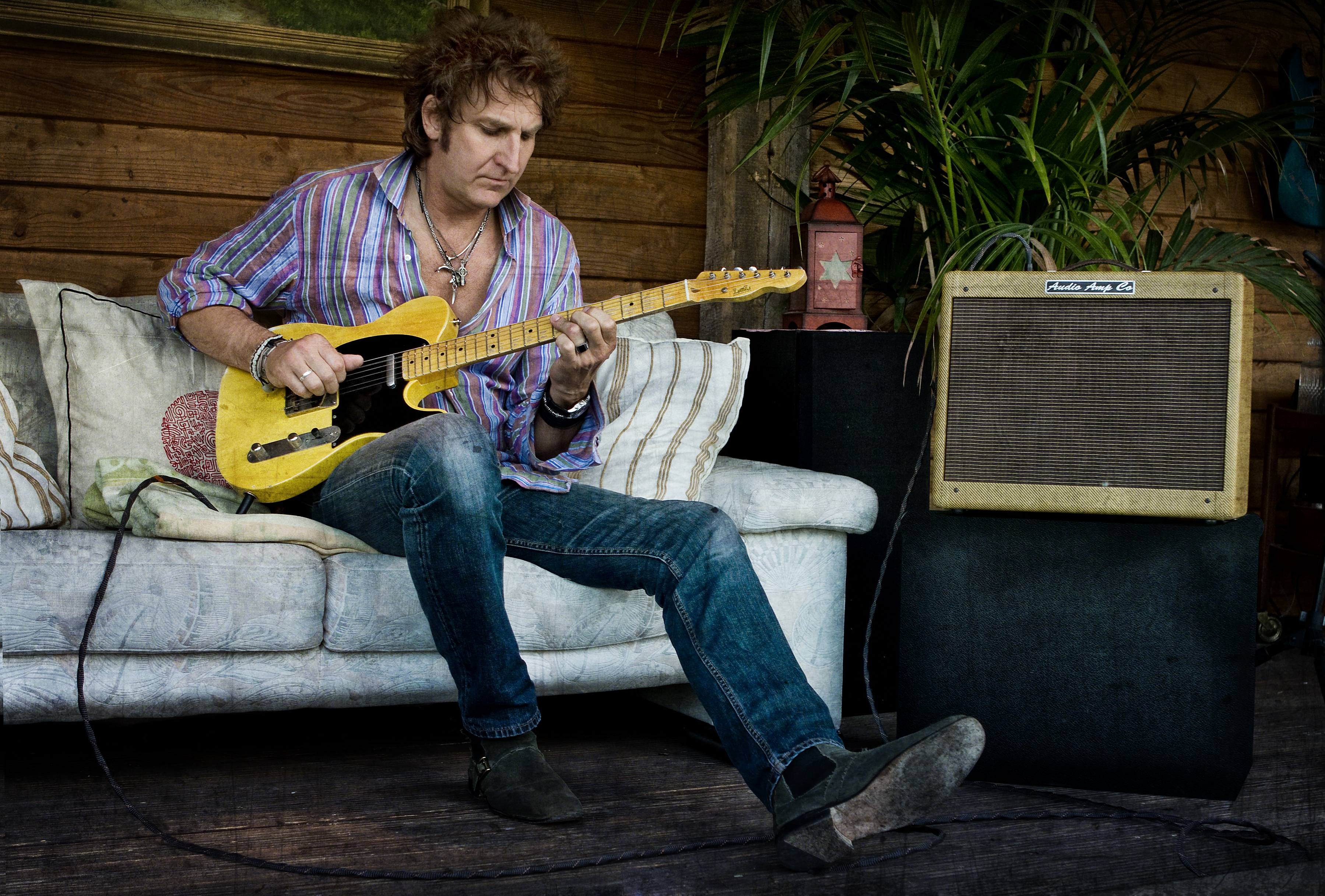
Carl Carlton

Anfang der 1990er Jahre gründete Carlton zusammen mit seinem Freund und langjährigen musikalischen Partner, dem Schlagzeuger Bertram Engel, seine eigene Band New Legend, zu der auch der Keyboarder Pascal Kravetz und die beiden holländischen Blues-Rocker Harry de Winter und Peter Bootsmann zählten. Zwei CDs wurden veröffentlicht, bevor die Band sich zwei Jahre später aus persönlichen Gründen wieder auflöste. 1994 verlegte Carlton seinen Wohnsitz nach Dublin. Inzwischen lebt er mit seiner Partnerin Melanie Wiegmann auf der Insel Gozo.
Bald darauf lernte er Robert Palmer kennen, den er später als seinen „brüderlichen Freund“ und Mentor bezeichnete. Es begann eine intensive Zusammenarbeit, die knapp zehn Jahre bis zum plötzlichen Tod Palmers andauerte. Carlton unterstützte Palmer live und im Studio als Gitarrist, schrieb mit ihm zusammen Songs und co-produzierte drei Alben. Inspiriert durch Palmer entschloss sich Carlton, wieder ein eigenes Projekt auf die Beine zu stellen: 1999 wurde Carl Carlton & The Songdogs aus der Taufe gehoben, eine international besetzte Band mit Carlton als Band-Leader und Frontmann.
Palmer animierte Carlton 2001 zur Teilnahme an einem Tribute-Album für Robert Johnson. Sie spielten eine Version des Johnson-Songs Milk Cow's Calf Blues ein. Inspiriert von der Teilnahme an dem Album mit dem Titel Hellhound on my Trail, das für einen Grammy nominiert wurde, produzierten Palmer und Carlton 2003 Drive, ein überwiegend blueslastiges Album, das es unter die Billboard Blues Top Ten schaffte und ebenfalls für einen Grammy nominiert wurde. 2017 tourte Carlton durch verschiedene deutsche Städte mit dem Programm Tobacco Road to Graceland.

### Carl Carlton & the Songdogs

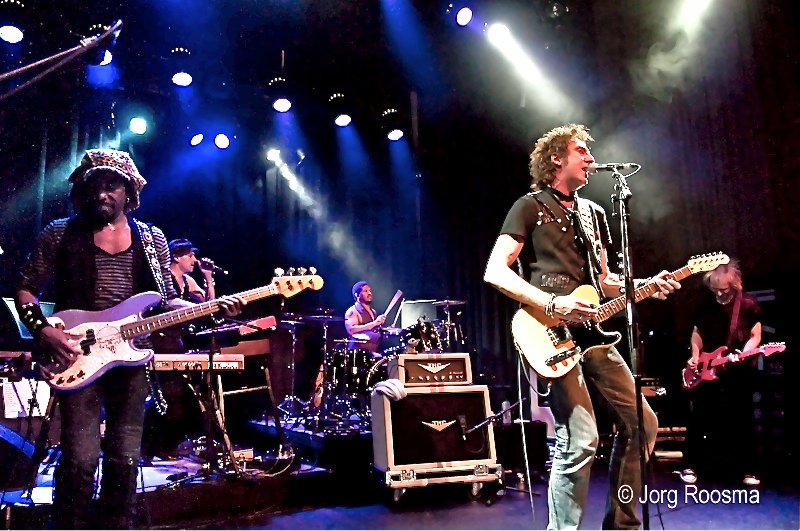
Carl Carlton & the Songdogs

Zum inneren Kreis der Band gehören neben Carl Carlton der Gitarrist Moses Mo und der Bassist Wyzard von den Funkrock-Pionieren Mother’s Finest aus Atlanta sowie der deutsche Keyboarder Pascal Kravetz. Temporäre Bandmitglieder sind oder waren der Gitarrist Sonny Landreth, der Keyboarder Ian McLagan sowie Levon Helm und Garth Hudson.
Im September 2000 wurde in den Dockside Studios in den Sümpfen Louisianas Revolution Avenue, das Debütalbum der Songdogs, eingespielt. Drei Jahre nach dem ersten Album spielten Carl Carlton & the Songdogs mit Love & Respect ihren zweiten Longplayer ein. Musikalisch farbiger und internationaler als zuvor war nun die Besetzung der Songdogs: Neben dem Kern der Band fanden sich Robert Palmer, Levon Helm, Sonny Landreth, Jon Smith, die White Trash Horns, Bobby Keys und Xavier Naidoo zu Aufnahmen in Louisiana ein. Für Live-Auftritte wurde der Multiinstrumentalist Martin Huch engagiert, am Schlagzeug saß nun Wayne P. Sheehy. Einige Wochen nach dem Ende der Tour zu Love & Respect starb Robert Palmer während der PR-Aktivitäten für sein Album Drive.
Das nächste Album der Songdogs erschien 2005, eine Live-Doppel-CD mit dem Titel Cahoots & Roots, auf der auch einige Songs sind, die Robert Palmer zusammen mit den Songdogs aufgenommen hatte. Im selben Jahr wurde Carlton Mitglied von Eric Burdon & The Animals und spielte mit Ivan Neville, James „Hutch“ Hutchinson, Ricky Fataar und Keyboarder Mike Finnigan das Bluesalbum Soul of a Man ein, das ebenfalls für einen Grammy nominiert wurde. Von Oktober 2007 bis Januar 2008 wirkte Carlton als Jurymitglied in der Castingshow SSDSDSSWEMUGABRTLAD mit.
Carlton, der mittlerweile sein zweites Domizil auf Mallorca aufgegeben hatte und dafür auf Gozo, der Nachbarinsel von Malta, ein neues Zuhause fand, begann 2009 mit der Arbeit für das neue Songdogs-Album Songs for the Lost and Brave, für dessen Produktion er von Levon Helm, seinem „väterlichen Freund“, in dessen Studio in Woodstock eingeladen wurde. Neues Bandmitglied war Zack Alford, ein Schlagzeuger, der u. a. für Bruce Springsteen und David Bowie gearbeitet hatte.
Die Songdogs nahmen 15 Songs auf, in denen Carlton auch persönliche Tiefschläge wie die Trennung von seiner zweiten Frau und den plötzlichen Tod seines Freundes Robert Palmer verarbeitete. Carltons Sohn Max Buskohl liefert sich dabei in dem Stephen-Stills-Klassiker For What It’s Worth ein gesangliches Stelldichein mit seinem Vater und dem Sänger Eric Burdon. Der Beatles-Sideman, Bassist und Grafiker Klaus Voormann brachte 2009 die CD-Compilation A Sideman’s Journey heraus, für die Carlton zusammen mit seinem Sohn als Sänger einige Beiträge einspielte.

### Toast to Freedom
2011 schrieben Carlton und der amerikanische Musiker Larry Campbell Toast to Freedom, einen Song zum 50. Geburtstag von Amnesty International. Die Songdogs spielten mit mehr als 50 international bekannten Sängern diesen Song in Levon Helms Studio The Barn in Woodstock ein, unter ihnen Kris Kristofferson, Warren Haynes, Donald Fagen, Keb Mo, Rosanne Cash, Marianne Faithfull, Jimmy Barnes, Jane Birkin, Eric Burdon und Levon Helm. Produziert wurde das Werk von Bob Clearmountain. Im Mai 2012 veröffentlichte Amnesty International den Song weltweit.

## Werk

### Arbeit als Gitarrist
Eine (alphabetisch geordnete) Auswahl der Bands und Projekte, in denen Carlton als Gitarrist wirkte und wirkt:
- Alannah Myles
- Amanda Marshall
- Ellen Foley
- Eric Burdon & the Animals
- Fun Lovin’ Criminals
- Herman Brood & His Wild Romance
- Jimmy Barnes
- Joe Cocker
- Keb’ Mo’
- Klaus Voormann
- Manfred Mann’s Earth Band
- Marius Müller-Westernhagen
- Mother’s Finest
- Nina Hagen
- Olli Dittrich
- Paul Young
- Peter Maffay Band
- Robert Palmer
- Simple Minds
- Stephan Remmler & die Steher
- Udo Lindenbergs Panik-Orchester
- Wolfgang Niedeckens Leopardefell-Band

### Produktionen
Carl Carlton hat als Produzent für viele Acts und Projekte gearbeitet, wie beispielsweise:
- Madness
- Max Buskohl/Empty Trash
- Peter Maffay
- Robert Palmer
- Tabaluga & Lilli (Musical)
- Tabaluga & the Magic Jadestone (Musical)
- The Dead 60s
- Udo Lindenberg
- Yothu Yindi

### Filmmusik- und Musical-Kompositionen
- Damals in der DDR (Dokumentarfilmreihe)
- Der Joker (Regisseur: Peter Patzak)
- Killing Blue (Regisseur: Peter Patzak)
- Napoleon (Doku-TV-Serie)
- Neues vom Wixxer (Film)
- Swansong – the Story of Occi Burne (Film)
- Tabaluga & Lilli (Musical)
- Tabaluga & the Magic Jadestone (Musical)

## Diskografie
Wegen der vielen Alben, die Carl Carlton mit anderen Musikern eingespielt hat, sind hier nur die seiner eigenen Band gelistet.
Carl Carlton & the Songdogs
- 2001 – Revolution Avenue (auch als LP mit 2 Bonus-Tracks)
- 2003 – Love & Respect (auch als Digipack mit 1 Bonus-Track)
- 2004 – CaHoots & Roots – Life from Planet Zod (Live-Doppel-CD)
- 2008 – Songs for the Lost and Brave

Carl Carlton (Solo)
- 2014 – Lights Out In Wonderland
- 2017 – Woodstock & Wonderland Live

Singles:
- 2001 – Coming Home
- 2003 – Days Of Magic
- 2004 – Instant Karma
- 2008 – For What It’s Worth (mit Max Buskohl & Eric Burdon)

## Preise und Nominierungen
Grammy-Nominierungen:
- Hellhound on my Trail – Songs of Robert Johnson (Sampler, 2001)
- Drive (Robert Palmer, 2003)
- Soul of a Man (Eric Burdon, 2006)

IFTA-Nominierung (Irischer Film- und Fernseh-Award):
- Swansong – the Story of Occi Burne (2009)

Grimme-TV-Preis:
- Damals in der DDR (2005)